# Upplands runinskrifter 541
Upplands runinskrifter 541 är en runsten som tillsammans med U 539 och U 540 står uppställd utanför Husby-Sjuhundra kyrka, Husby-Sjuhundra socken i Uppland.

## Stenen
Stenen är ristad av den välkände runmästaren Öpir som var mycket produktiv i Uppland under  
1000-talets andra hälft och ornamentikens tillknixade slinga är ett utmärkt exempel på Urnesstil. Texten avviker från den sedvanliga ristningen och har tjänat som gravsten. En runtext samt tre  translittererade versioner av inskriften följer nedan:

## Inskriften
Runor: ᛁᛅᚱ᛫ᛚᛁᚴᚱ᛫ᛋᚨᚱᛁᚠᚱ᛫ᛒᚱᚮᚦᛁᚱ᛫ᚦ_____᛫ᛁᚾ᛫ᚤᛒᛁᚱᚱᛁᛋᛏᛁᚱᚢ‍ᛁᛦ
Translitterering av runraden:
iar likr ' serifr ' broþir ' þ-... ... in ' ybir risti ru-iʀ
Normalisering till runsvenska:
Hiar liggʀ Sigræifʀ/Særæifʀ, broðiʀ ... ... En Øpiʀ risti ru[n]iʀ.
Översättning till nusvenska:
Här ligger Sigrev, broder till ... Och Öpir ristade runorna.